# الجزر في سوريا
يتصف ساحل بلاد الشام عامة بأنه من السواحل قليل الجزر كذلك الساحل السوري يعد فقيراً بالجزر الكبيرة باستثناء جزيرة أرواد ذات التاريخ الطويل والعريق.

## الجزر السورية فيالبحر الأبيض المتوسط
أما الجزر التي تقع في الساحل السوري وواضحة المعالم هي جزيرة النمل وجزيرة العباس وجزيرة المخروط وجزيرة أبو علي، وجزيرة الحمام أو التي تسمى جزيرة الطيور، جميع هذه الجزر غير مأهولة بالسكان.

## تاريخ الجزر السورية
الدراسات التي أجريت على الجزر غير المأهولة تدل أن البحر ارتفع بمقدار عشرة أمتار تقريباً، حيث إن معظم الإنشاءات على هذه الجزر غُمرت بالماء، ومن المؤكد أنها كانت أكبر في الزمن القديم، وحتى سنة 905 ق.م ، فإن هذه الجزر استخدمت جميعها كمراسي سفن كبيرة تعجز المرافئ الصغيرة الضحلة عن استقبالها، وهذا ما حصل عندما رست سفن فرنسية كبيرة زمن الانتداب الفرنسي على المنطقة السورية في جزيرة العباس، حيث قامت قوارب صغيرة بنقل التماثيل والآثار الأخرى كمسلة الإله بعل، وتمثال هرقل، وغيرها من الآثار السورية الموجودة الآن في متاحف عديدة في أوروبا، كذلك شكلت جزيرة المخروط مرسى مقابلاً لمرفأ تبة الحمام ومنارة للسفن، ولا تزال بقايا مذبح يرجح أن الأرواديين القدماء كانوا يقدمون النذور والقرابين فيه لإله البحر، كما كانت هذه الجزر ملجأً وملاذاً للصيادين في حال تأخرهم في الصيد أو خلال مداهمة العواصف لهم، ولهذا يوجد في جزيرتي العباس والمخروط ما يؤكد استخدامها لبعض طقوس العبادة.
كانت هذه الجزر تتبع جميعها إلى مملكة أرواد الفينيقية القديمة، وكانت وظائفها متكاملة مع جزيرة أرواد ومدن وممالك الشاطئ التي كانت تحت سيطرتها، وذلك لأغراض اقتصادية ودفاعية وطقسية دينية وملاحية، كل هذا كان قبل الميلاد بآلاف السنين.